# ایو (حماة)
ایو (به عربی: أیو) یک منطقهٔ مسکونی در سوریه است که در شهرستان حمات واقع شده‌است.

## خصوصیات
ایو ۱٬۹۸۰ نفر جمعیت دارد.